# ななぱち
『ななぱち』はオンラインゲームポータルサイトハンゲームが運営するパチンコ・パチスロゲームサービスである。2011年4月26日までのサービス名はスリーセブンワールド（777WORLD）。

## 概要
従来、ハンゲームではパチンコDX・パチンコおよびパチスロDX・パチスロでパチンコ・パチスロゲームを提供していたが、そのほとんどはオリジナル台だった。一方でパチンコDX・パチスロDXでは3 - 4機種ほど実機移植の台も存在した。
2009年8月にニューギンのパチンコ台『CR花の慶次〜斬』（以下『慶次』）の移植が発表され、リリース直前に従来のパチンコDXと別のサービスとして『慶次』を提供することを発表。2009年12月21日よりスリーセブンワールドのサービスが開始された。その後もパチンコDX・パチスロDXの実機移植台のサービス移転や新規実機移植台、2011年6月にはオリジナル台が追加された。
スリーセブンワールドでは機種をプレイするためには「プレイパス」の購入が必要であったが、ななぱちではプレイパス制度は廃止された。その代わり玉を購入する必要がある。

### ゲームシステム
2016年12月のアップデートで、課金システムが改悪された。
ビギナータウン
2016年11月までの「無料チャレンジコーナー」で、従来通り無料で一部機種のプレイが可能だが、経験値やカードなどは入手できず、玉やメダルも離席時にリセットされる。
ノーマルタウン
2016年11月までの「ななぱちコーナー」。「通常玉・メダル」（旧 ななぱち専用玉・メダル）を使用してプレイする。2021年4月終了
プレミアムエリア
有料で購入する「78ポイント」に付随する「ななぱちドル」を「プレミアム玉・メダル」に変換してプレイする。新規機種が導入されるほか、各種イベントもプレミアムエリアで行われる。

### コレクション
ななぱちの各機種ごとに「カード」を集めることができる。カードは、特定条件到達（連チャン数、ハマリゲーム数 など）や特定演出の出現といった条件を達成した時に発行される。
また集めたカードを一定数消費することにより、別の収集アイテムである「プレート」を得ることができる。

### アイテム
ななぱちでは、他のオンラインパチンコ（パチスロ）にあるような、釘調整や設定を良くしたり自動プレイを実行できるアイテムは一切用意されていない。この点においては、実際のぼったくりパチンコホールに近い環境が提供されているともいえる。
替わりに有料で販売されているアイテムとして先述のカードに作用する「プラスアイテム」があり、使用することによって特定のカードを複数得られたり、より上位の（難易度の高い）カードを得られる。

### 参考：スリーセブンワールドのシステム
パチンコ、パチスロのサービス名はそれぞれ『パチンコEX』、『パチスロEX』と呼ばれていた。
パチンコ玉・メダル
パチンコDX・パチスロDXとは異なる「EX専用玉」・「EX専用メダル」が使われる。EX専用玉・メダルは1日1回無料補充できるほか、購入もできる。また、プレイパス購入時に特典として補充される。ななぱちサービス開始時に所持していたEX専用玉・EX専用メダルはななぱち専用玉・ななぱち専用メダルにそのまま引き継がれた。
プレイパス
プレイパスはメーカーごとに販売されており、プレイできる機種が異なる。クレジットカードによる自動更新およびハンコインで30日単位での購入が可能であり、購入特典としてEX専用玉・メダルが補充される。EX専用玉・メダルはプレイパス・機種にかかわらずパチンコEX・パチスロEX全ての台で共通である。プレイパスを購入する前にテストプレイ（動作確認）ができる。テストプレイの結果はテストプレイ終了後にリセットされる。
プレイパスの種類は以下の通り。
- ニューギンプレイパス
- SANKYOプレイパス
- ユニバーサルエンターテインメントプレイパス
- SNKプレイモアプレイパス